# ティトラウステス (千人隊長)
ティトラウステス（希：Τιθραύστης、ラテン文字転記：Tithraustes、紀元前4世紀）は、アケメネス朝ペルシアの政治家である。
ティトラウステスはペルシア王アルタクセルクセス2世の許で千人隊長（宰相に相当）の地位にあり、「王に継ぐ権力を握」っていた。ティトラウステスは紀元前395年にスパルタ王アゲシラオス2世との戦いで失態を演じた小アジアの太守ティッサフェルネスを殺すためにサルディスに送られ、ティッサフェルネスの首を刎ねた（ディオドロスによれば、アリアイオスの助けを得てティッサフェルネスを逮捕し、首を刎ねた）。その後、ティトラウステスはアゲシラオスと6ヶ月の休戦条約を締結して300タラントンを与え、ファルナバゾスの治めるフリュギア地方へと移動させ、厄介払いした。それからしばらくの間ティトラウステスはティッサフェルネスの領地を引き継ぎ、紀元前392年までには去った。しかし、休戦の後もアゲシラオスは小アジアに居座り続けたため、パウサニアスによれば智謀に長け、反スパルタであったティトラウステスは一計を案じた。彼はロドス人のティモクラテスを工作資金を持たせてギリシアに送り、スパルタの覇権に不満を持っていたアテナイ、アルゴス、テバイ、コリントスといった諸国をたきつけてコリントス戦争を起こさせ、アゲシラオスが帰国せざるを得ない状況を作った（プルタルコスはアルタクセルクセスがティモクラテスを派遣したと書いている）。
紀元前392年にティトラウステスは、反乱を起こしたエジプトへとファルナバゾスと共に討伐のために送られたが、遠征は失敗した。その後のティトラウステスについては不明である。

## 註
1. ↑  ネポス, IX. 3
2. ↑  ディオドロス, XIV. 80
3. ↑  クセノポン, III. 4. 25-26
4. ↑  プルタルコス, 「アゲシラオス」, 10
5. ↑  クセノポン, III. 5. 1-2
6. ↑  パウサニアス, III, 9, 8
7. ↑  プルタルコス, 「アルタクセルクセス」, 20
8. ↑  ネポス, XIV. 3